# My Own Way
Singles de Duran Duran
Girls on Film
(1981) Hungry Like the Wolf
(1982)
My Own Way est une chanson du groupe Duran Duran sortie en single en 1981. C'est le premier extrait du second album studio du groupe, Rio, sorti en 1982.

## Historique
En octobre 1981, Duran Duran revient de sa tournée en Amérique du Nord. Avant de partir pour des concerts en Europe, ils enregistrent de nouveaux titres aux studios Townhouse de Londres. Avec la face B Like an Angel, le titre My Own Way sort rapidement en single le 16 novembre 1981. Après coup, les membres du groupe regretteront fortement d'avoir sorti trop vite le titre, qui ressemble davantage à une démo. Ils réenregistreront une nouvelle version pour l'album et la première version n'apparaitra ensuite sur aucune compilation.
Malgré cela, le titre se classe à la 14e place du UK Singles Chart alors que le disque s'écoule à 1,3 million d'exemplaires dans le monde.

## Clip
Le clip est réalisé par l'Australien Russell Mulcahy, qui avait déjà officié sur celui de Planet Earth, le tout premier single du groupe. Cette vidéo sera peu diffusée sur MTV et VH1, dépassée par le succès des autres clips de l'album Rio.
Le clip est tourné dans un studio décoré en noir, rouge et blanc. Le groupe interprète la chanson autour de danseurs de Flamenco. Le montage utilise de nombreux split screens en diagonal.

## Différentes versions
- Manchester Square Demo (4:38) : enregistrée le 12 décembre 1980, cette version apparait sur le CD2 de la réédition de l'album Rio de 2009.
- Single Version' (3:40) : la version originale enregistrée en octobre 1981 et sortie commercialement en novembre 1981.
- Night Versions (6:32) : c'est la version qui apparait sur le 12" britannique. Elle sera plus incluse sur la compilation Night Versions: The Essential Duran Duran.
- Instrumental Version (6:32) : c'est la version instrumentale de la Night Version. Elle est d'abord présente sur un 12" promotionnel pour le Royaume-Uni, elle est disponible en téléchargement sur la réédition de Rio en 2009.
- UK Album Version (4:49) : c'est une version complètement réenregistrée durant les sessions pour l'album Rio courant 1982.
- Brazilian Edit (3:42) : c'est la UK Album Version raccourcie d'une minute. Elle apparait uniquement sur l'EP 7" Rio .
- Carnival EP / US Album Remix (4:31) : il s'agit de la UK Album Version, remixée par David Kershenbaum pour le marché américain. Elle est également présente en « face B » du 12" Rio avec la mention "Remix".

## Liste des titres et différents formats
| 1. My Own Way (version single) - 3:39 2. Like An Angel - 4:41 1. My Own Way (Night Version) - 6:31 2. Like An Angel - 4:41 3. My Own Way (version courte) - 3:39 | 1. My Own Way (version courte) - 3:39 2. Like An Angel - 4:41 3. My Own Way (Night Version) - 6:31 1. My Own Way (Carnival Remix) - 4:29 1. My Own Way (instrumentale) - 6:35 - Disponible uniquement en téléchargement avec la réédition de Rio en 2009. |

## Classements
| Pays et classement | Meilleure position |
| ------------------ | ------------------ |
| Royaume-Uni        | 14                 |
| Australie          | 10                 |
| Irlande            | 20                 |
| Portugal           | 1                  |

## Crédits
Duran Duran
- Simon Le Bon : chant principal
- Nick Rhodes : claviers, synthétiseur
- John Taylor : basse, chœurs
- Roger Taylor : batterie, percussions
- Andy Taylor : guitare, chœurs

Autres
- Colin Thurston : producteur, ingénieur du son
- Richard Myhill et Duran Duran : arrangements des cordes
- Peter Saville et Malcolm Garrett : design de la pochette

## Reprises
La chanson a été samplée dans le morceau Air Race de José Nuñez, datant de 2002. Ce morceau fut par la suite un hit considérable dans les clubs de l’époque, atteignant même le top 20 des charts Dance en Angleterre.